# Terrorize Brutalize Sodomize
Terrorize Brutalize Sodomize är bandet Vomitorys sjätte studioalbum och släpptes 23 april 2007.

## Låtlista
1. "Eternal Trail of Corpses" (Gustafsson, Rundqvist) - 2:36
2. "Scavenging the Slaughtered" (Gustafsson, Rundqvist) - 3:50
3. "Terrorize Brutalize Sodomize" (Gustafsson) - 3:42
4. "The Burning Black" (Gustafsson, Rundqvist, Östlund) - 5:21
5. "Defiled and Inferior" (Östlund) - 3:05
6. "March into Oblivion" (Gustafsson, Rundqvist) - 4:48
7. "Whispers from the Dead" (Gustafsson, Rundqvist) - 4:23
8. "Heresy" (Östlund) - 3:25
9. "Flesh Passion" (Gustafsson, Rundqvist) - 4:16
10. "Cremation Ceremony" (Gustafsson, Rundqvist) - 5:22